# دهستان قلعه (منوجان)
دهستان قلعه، یکی از دهستان‌های بخش مرکزی شهرستان منوجان در استان کرمان ایران است. مرکز این دهستان، شهر منوجان است.

## جمعیت
بر پایه سرشماری عمومی نفوس و مسکن در سال ۱۳۹۵، جمعیت دهستان قلعه برابر با ۲۸٬۵۹۸ نفر بوده‌است.